# Palazzo Vicereale

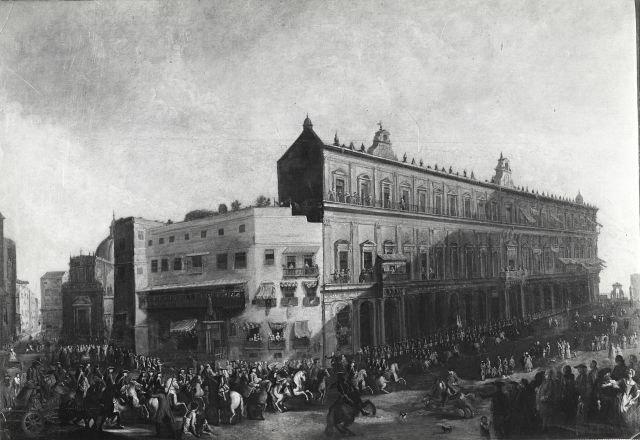
Palazzo Vicereale und Palazzo Reale in Neapel auf einem Gemälde eines unbekannten, neapolitanischen Künstlers aus dem 18. Jahrhundert

Der Palazzo Vicereale, auch Palazzo Vecchio genannt, war ein Palast aus dem 16. Jahrhundert (1543) im Viertel San Ferdinando von Neapel in der italienischen Region Kampanien. Er lag an der heutigen Piazza Trieste e Trento und wurde 1837 abgerissen.

## Geschichte
Mit dem Fall des Hauses Aragón 1503 wurde das Königreich Neapel von den Spaniern erobert und es begann das Spanische Vizekönigreich. Die spanische Herrschaft dauerte etwa zwei Jahrhunderte und gilt als düstere Zeit, auch wenn Neapel, damals eine der größten Städte Europas weiterhin ein lebendiges Kulturleben aufwies. Unter dem von 1532 bis 1553 herrschenden Vizekönig Pedro Álvarez de Toledo y Zúñiga,  wurde die von den Aragónern begonnenen Stadtmauern fertigstellt und die sogenannten Spanischen Quartierte errichtet. Auch der Palazzo Vicereale entstand in dieser Zeit. Als Standort für den neuen Palast wählte der Vizekönig das Ende einer offenen Straße, die nach ihm benannt wurde, die Via Toledo. Das neue Gebäude wurde ab 1543 nach Plänen der Architekten Ferdinando Manlio und Giovanni Benincasa errichtet. Außerdem ließ er zwischen dem neuen Palast und dem Meer einen Garten mit exotischen Pflanzen und Tieren anlegen. Die Arbeiten hierzu begannen bereits 1540. Mit den Verzierungen wurde Giovanni Tommaso Villani betraut.
Dennoch entschied sich im Jahre 1600 der neue Vizekönig, Fernando Ruiz des Castro, einen neuen königlichen Palast in Zusammenarbeit mit dem Architekten Domenico Fontana errichten zu lassen: Dieser entstand in der Nähe des Palazzo Vicereale, von dem bereits ein Turm abgerissen worden war, was die Empörung des Architekten Giovan Battista Cavagna hervorrief. Der neue Palast wurde größtenteils auf Kosten des Gartens des Palazzo Vicereale errichtet. Mit dem Neubau verlor Letzterer auch die Funktion des Amtssitzes des Vizekönigs. Nachdem 1734 Neapel erneut zur Hauptstadt eines unabhängigen Königreiches unter Bourbonen wurde, ließ Ferdinand II. den königlichen Palast unter der Leitung von Gaetano Genovese erweitern. 1837 wurde der Palazzo Vicereale schließlich abgerissen.

## Beschreibung
Der Palazzo Vicereale stand schräg zwischen dem Palazzo Reale und dem Teatro San Carlo an der heutigen Piazza Trieste e Trento. Es handelte sich um einen Bau mit Innenhof, schlichter Fassade und zwei Ecktürmen. Einer davon wurde bald nach dem Bau wieder abgerissen, um Platz für den Palazzo Reale zu schaffen. Im Wesentlichen hatte der Palazzo Vicereale die für seine Zeit typische Form einer befestigten Residenz. Das Gebäude besaß drei Stockwerke, ein Erdgeschoss und zwei Obergeschosse. Im Inneren war eine Kapelle untergebracht, deren geschnitzte Holztüre als Eingangstüre der Kapelle des Palazzo Reale erhalten ist. Auch andere Kunstwerke aus dem Palazzo Vicereale fanden im Palazzo Reale ein neues Zuhause.